# Netivot
Netivot (em hebraico:  נְתִיבוֹת) é uma cidade israelense, situada no distrito Sul de Israel, perto da Faixa de Gaza.